# Rannaküla (Emmaste)
Rannaküla – wieś w Estonii, w prowincji Hiuma, w gminie Emmaste.